# Lasioglossum zonaturum
Lasioglossum zonaturum är en biart som först beskrevs av Cockerell 1945.  Lasioglossum zonaturum ingår i släktet smalbin, och familjen vägbin. Inga underarter finns listade i Catalogue of Life.